# Fruntișeni
Fruntișeni – wieś w Rumunii, w okręgu Vaslui, w gminie Fruntișeni. W 2011 roku liczyła 1010 mieszkańców.